# Отвоцк
О́твоцк (пол. Otwock) — город в Польше, входит в Мазовецкое воеводство, Отвоцкий повят. Имеет статус городской гмины. Занимает площадь 47,33 км². Население — 42 765 человек (на 2004 год).

## Наука
В городе находится единственный в Польше исследовательский ядерный реактор «Мария».

## Уроженцы и жители города
- Вейберг, Зигмунт — польский учёный-химик, минералог.
- Анна Гродская — правозащитница, первая в Польше транссексуалка, избранная в Сейм Республики Польша.
- Сендлер, Ирена — активистка подпольного движения, спасшая 2,500 еврейских детей из Варшавского гетто во время Второй Мировой Войны. Жила и работала в Отвоцке до начала нацистской оккупации Польши[3].
- Пётр Хойновский (1885—1935) — польский писатель, драматург и переводчик, член Польской Академии Литературы.
- Шанявский, Клеменс (литературный псевдоним Клеменс Юноша) (1849—1898) — польский писатель.